# Contea di Jackson (Georgia)
La contea di Jackson (in inglese Jackson County) è una contea dello Stato della Georgia, negli Stati Uniti. La popolazione al censimento del 2000 era di 41 589 abitanti. Il capoluogo di contea è Jefferson.